# Vader (banda)

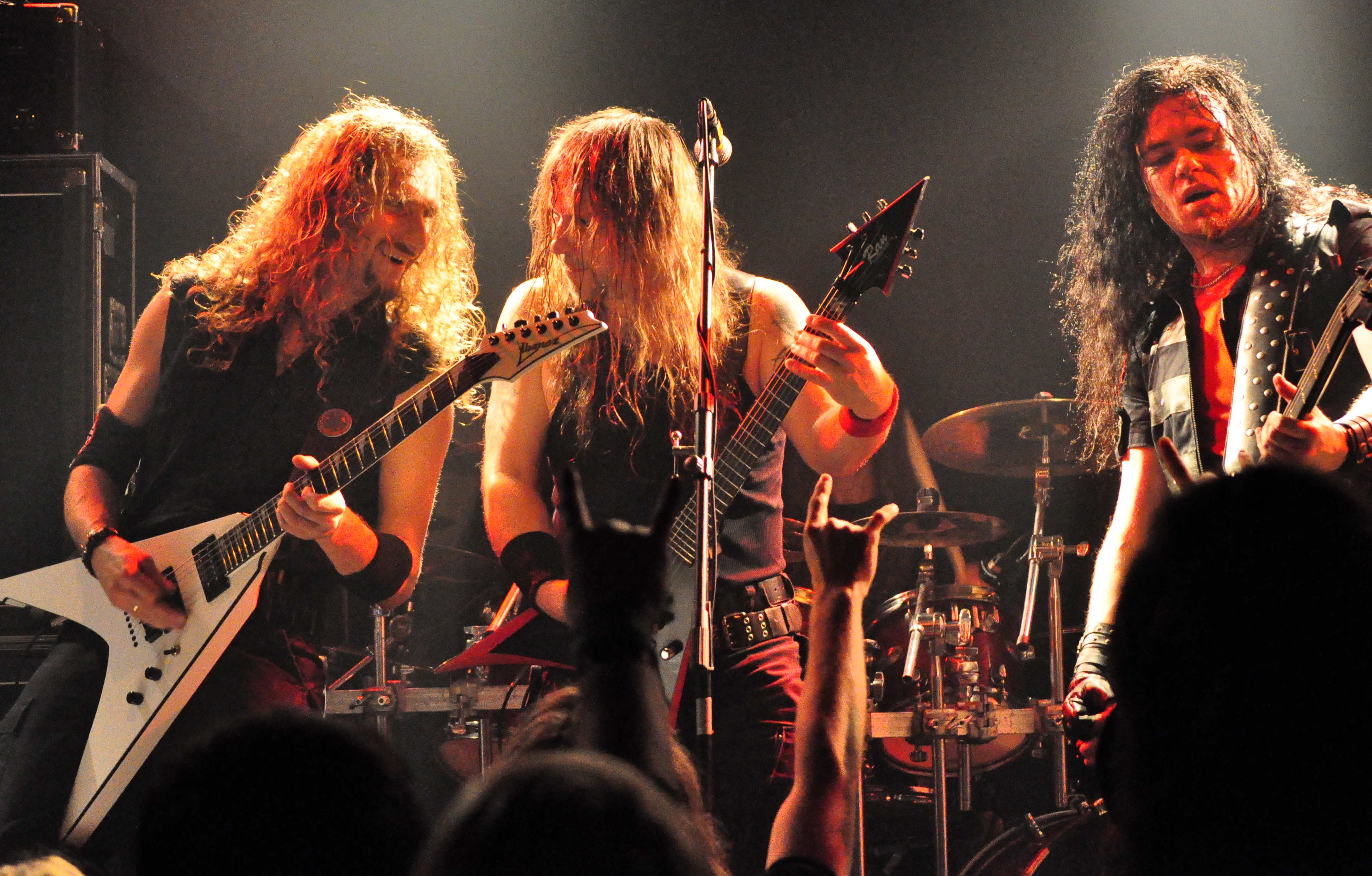
Vader 2011

Vader es una banda polaca de death metal formada en Olsztyn en 1983. Según Piotr Wiwczarek, cantante, fundador de la banda y guitarrista, el nombre de la banda fue inspirado por Darth Vader de la serie de películas Star Wars. Sus temas líricos incluyen relatos de HP Lovecraft, la Segunda Guerra Mundial, y mensajes de horror y anticristianos. De acuerdo con la revista Billboard, a partir de 2003 Vader ha vendido más de 500.000 copias en todo el mundo.

## Historia
La banda se formó en 1983. Empezó como una banda totalmente de thrash metal, pero fue evolucionando a un estilo más pesado.
El demo de 1990 Morbid Reich es considerado como la mayor venta en la historia del death metal en lo que a demos se refiere. Su primer álbum de larga duración fue titulado The Ultimate Incantation y lanzado en 1992. Tras una gira junto a Deicide, Suffocation y Dismember, la banda sacó dos nuevos trabajos, Sothis y The Darkest Age (álbum en vivo).

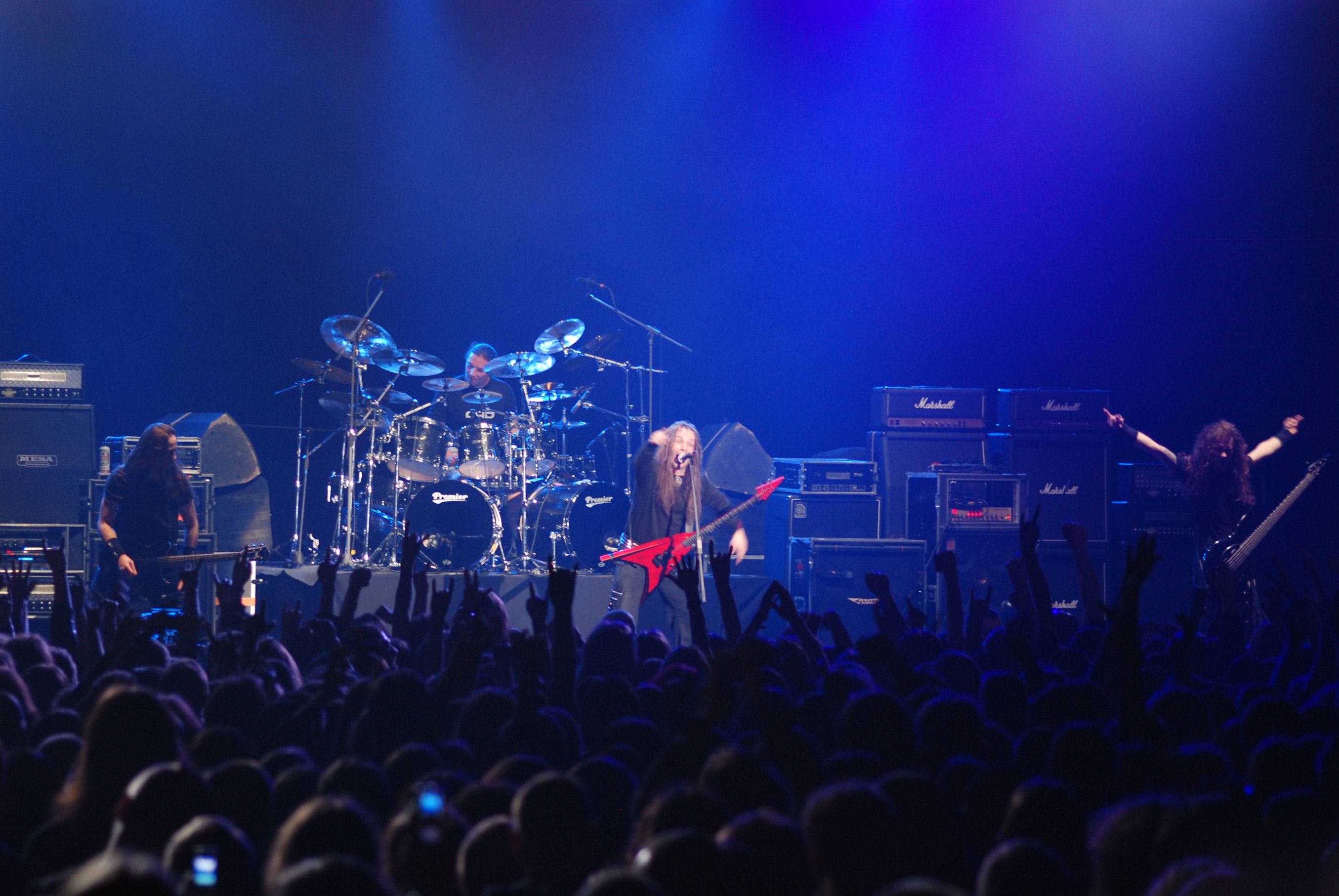
De izquierda a derecha: Maurycy "Mauser" Stefanowicz, Dariusz "Daray" Brzozowski, Piotr "Peter" Wiwczarek y Marcin "Novy" Nowak en Metalmania, 8 de marzo de 2008.

Debido a problemas de comunicación, el contrato con Earache Records fue terminado y el lanzamiento en 1994 de Sothis y The Darkest Age: Live '93 tuvo que ser realizado a través de disqueras diferentes. Mientras tanto, realizaron giras y en 1995 firmaron un contrato con Impact Records y lanzaron De Profundis, Future of the Past, y Black to the Blind. Durante aquel periodo, Hammerheart Records reeditó dos demos, Necrolust y Morbid Reich, siendo incluidos en la compilación Reborn in Chaos. En agosto de 1998, Vader lanzó Live in Japan. Antes de que saliera en diciembre, grabaron Kingdom (EP) y un vídeo en VHS titulado Vision and Voice. En octubre de ese año, Vader abrió el concierto de Slayer durante un concierto en Polonia.

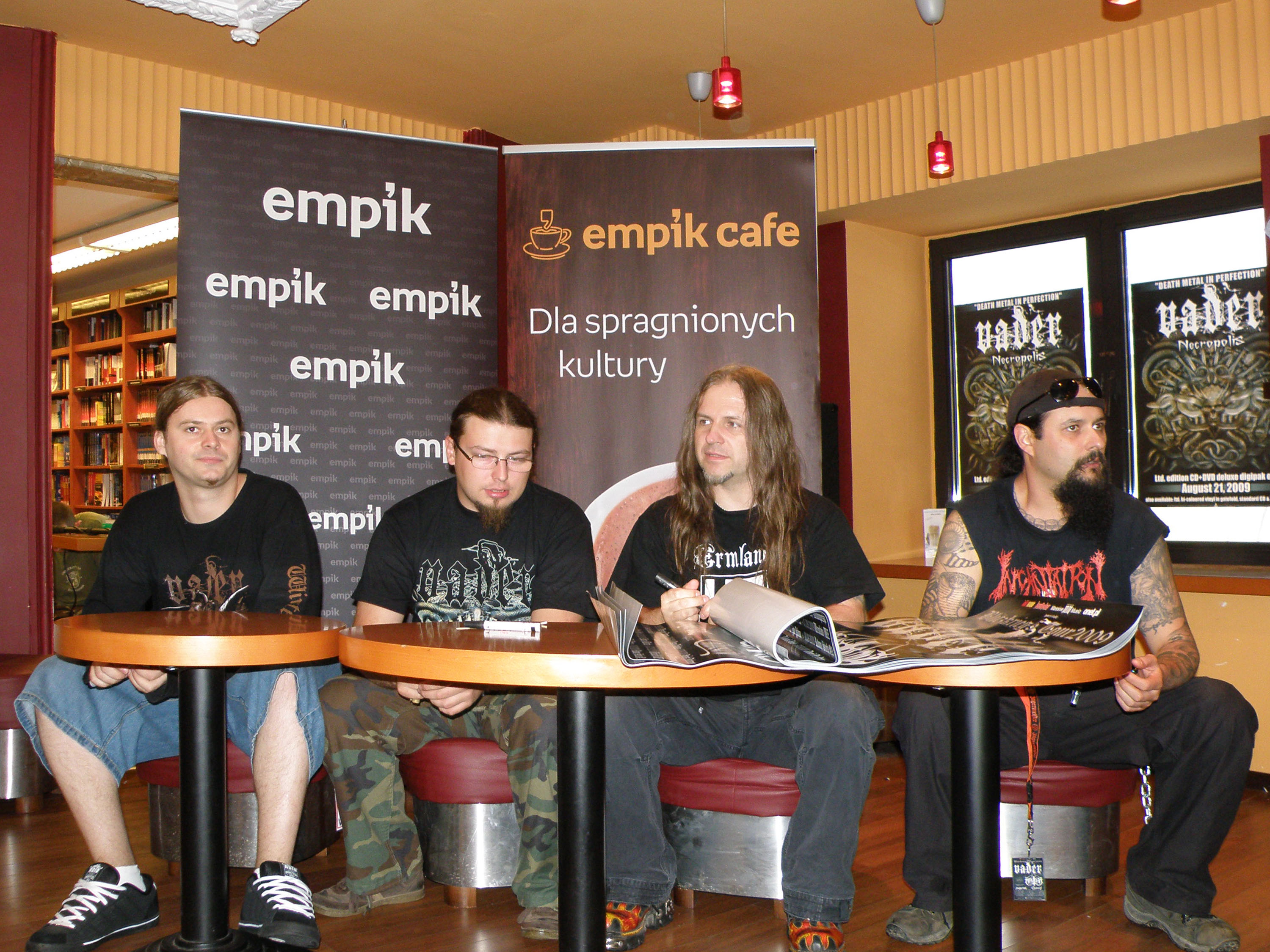
Desde la izquierda:. Waclaw "Vogg" Kieltyka, Pawel "Paul" Jaroszewicz, Piotr "Peter" Wiwczarek y Tomasz "Reyash" Rejek, 28 de agosto de 2009.

En 1999 Vader participó en su primera gira estadounidense donde fue uno de los números principales. Esta gira fue llamada International Extreme Musical Festival 99 donde había bandas como Nile, Gorguts, Cryptopsy, Divine Eve, entre otras. Luego sacaron su álbum Litany, volviendo a los shows en vivo donde destaca el No Mercy Festivals 2000, donde tocó junto a Deicide, Immortal, Marduk y Cannibal Corpse.
En abril de 2001, Vader lanzó un EP titulado Reing Forever World, que incluyó canciones regrabadas, versiones, y temas en directo. Se promovió el álbum de manera intensiva en Polonia, Rusia y Ucrania, y de nuevo en los EE. UU. En septiembre de 2001, hicieron otra gira por Europa con Cryptopsy, Dying Fetus, Catastrophic, y varias otras bandas. Esto fue seguido por diez conciertos en Polonia como parte del festival Thrash'em All de 2011 junto con Krisiun, Behemoth y también con algunas bandas polacas de death metal y black metal.
En 2002, Vader lanzó Revelations, y realizó una gira por Inglaterra, Escocia e Irlanda durante las fechas del Festival No Mercy. En mayo, la banda lanzó su primer DVD,Vision and Voice. En 2004, la banda comenzó a grabar The Beast(que se terminó a mediados de julio), junto con una amplia campaña de promoción, como más de 170 conciertos. Las sesiones de grabación de su nuevo álbum fueron pospuestas en mayo debido a un accidente que causó heridas a su baterista, Doc. Fue reemplazado por Daray de la banda polaca Vesania. El concierto más importante fue en el 2004 en el Estadio de Silesia de Chorzów, donde la banda abrió para Metallica delante de 50.000 personas.
En marzo de 2005, su baterista Doc dejó la banda debido a problemas con las drogas aparentemente. En agosto de 2005, se anunció que Doc había muerto. En 2008, Novy decidió dejar Vader después de cinco años. Marcin Rygiel (ex-Decapitated) lo reemplazó en el bajo en el festival de metal extremo The Summer Slaughter Tour de 2008. Reyash se unió como bajista permanente a finales de ese año.
En 2009, un adelanto de su canción "Rise of the Undead", del álbum Necropolis, fue agregado a su sitio web oficial para ser escuchado. Una cita de su página web oficial se publicó acerca de su próximo álbum Necropolis:

En mediados de marzo Vader entrará al Estudio Hertz en Bialystok, Polonia. Para comenzar la sesión de grabación del próximo álbum de estudio de la banda titulado "Necropolis". Todas las canciones se grabarán en Hertz y será dirigido por Wieslawski Bros. Tue Madsen (quien trabajó anteriormente con bandas como Moonspell, Cataract, Heaven Shall Burn y muchos más...) va a mezclar el álbum en sus famosos estudios Antfarm en Dinamarca. "Necropolis" será el primer álbum grabado con los nuevos integrantes de Vader Paul (batería), Reyash (bajo) y Vogg (guitarra líder). El Famoso artista polaco Jacek Wiśniewski (quien hizo carátulas de álbumes como "Black to the Blind", "Revelations", "The Beast" y algunos más...) se hará cargo de la portada del álbum y su diseño general. Una de las canciones grabadas durante la última sesión de pre-producción en Haertz Studio está disponible para su descarga directamente desde nuestra sección de MP3.

El 21 de agosto de 2009, Necropolis fue lanzado a través del sello Nuclear Blast.

## En la cultura popular
El nombre de la banda americana de rock Eagles of Death Metal fue influenciado por Vader. Cuando un amigo del cantante de Queens of the Stone Age Josh Homme estaba tratando de introducirlo en el género del death metal, tocó canciones de Vader. Homme los llamó "los Eagles del death metal". Tras esto, la frase se convirtió en el nombre de su banda.

## Miembros

### Actuales

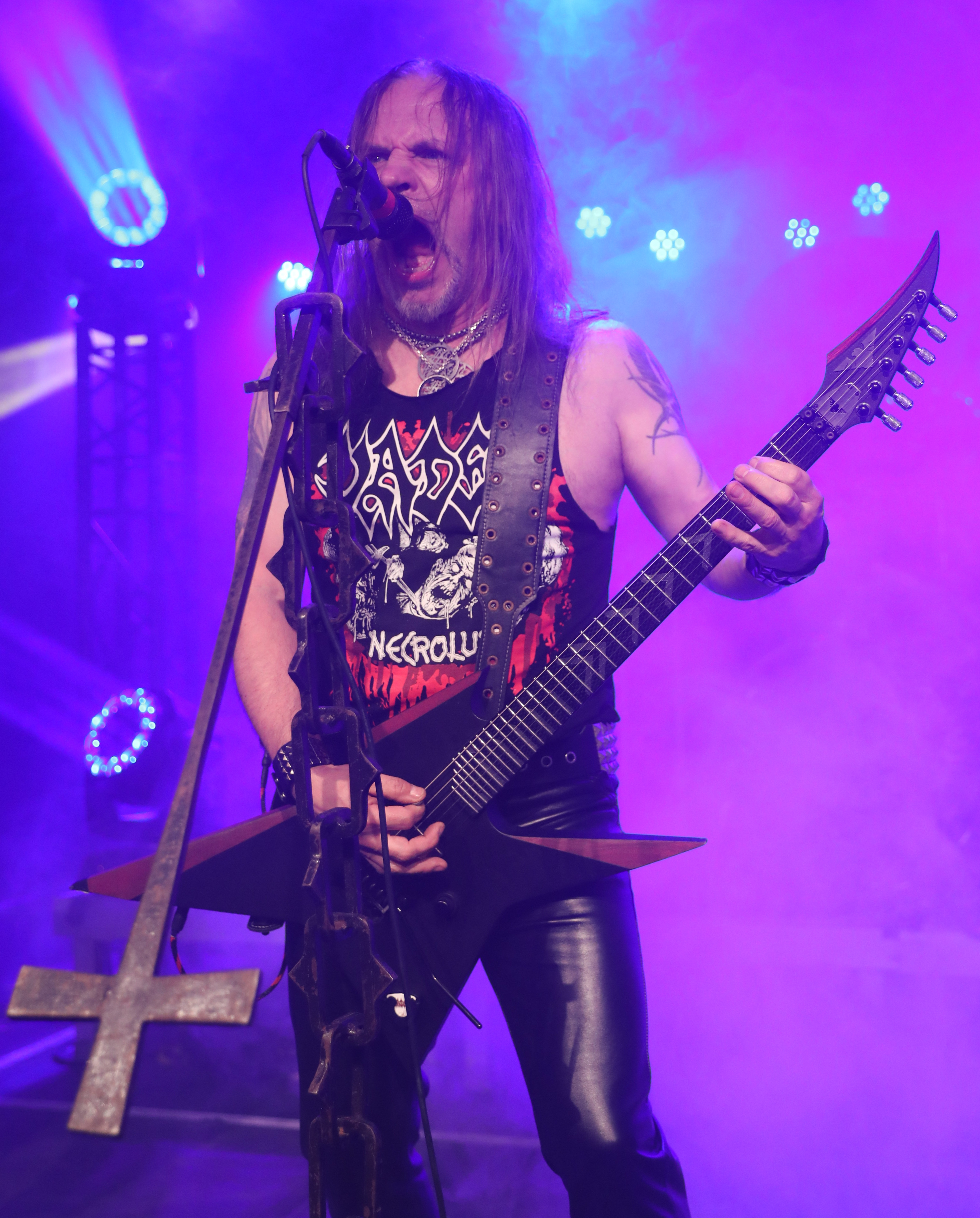
Piotr "Peter" Wiwczarek voz y guitarra eléctrica 1983 - presente
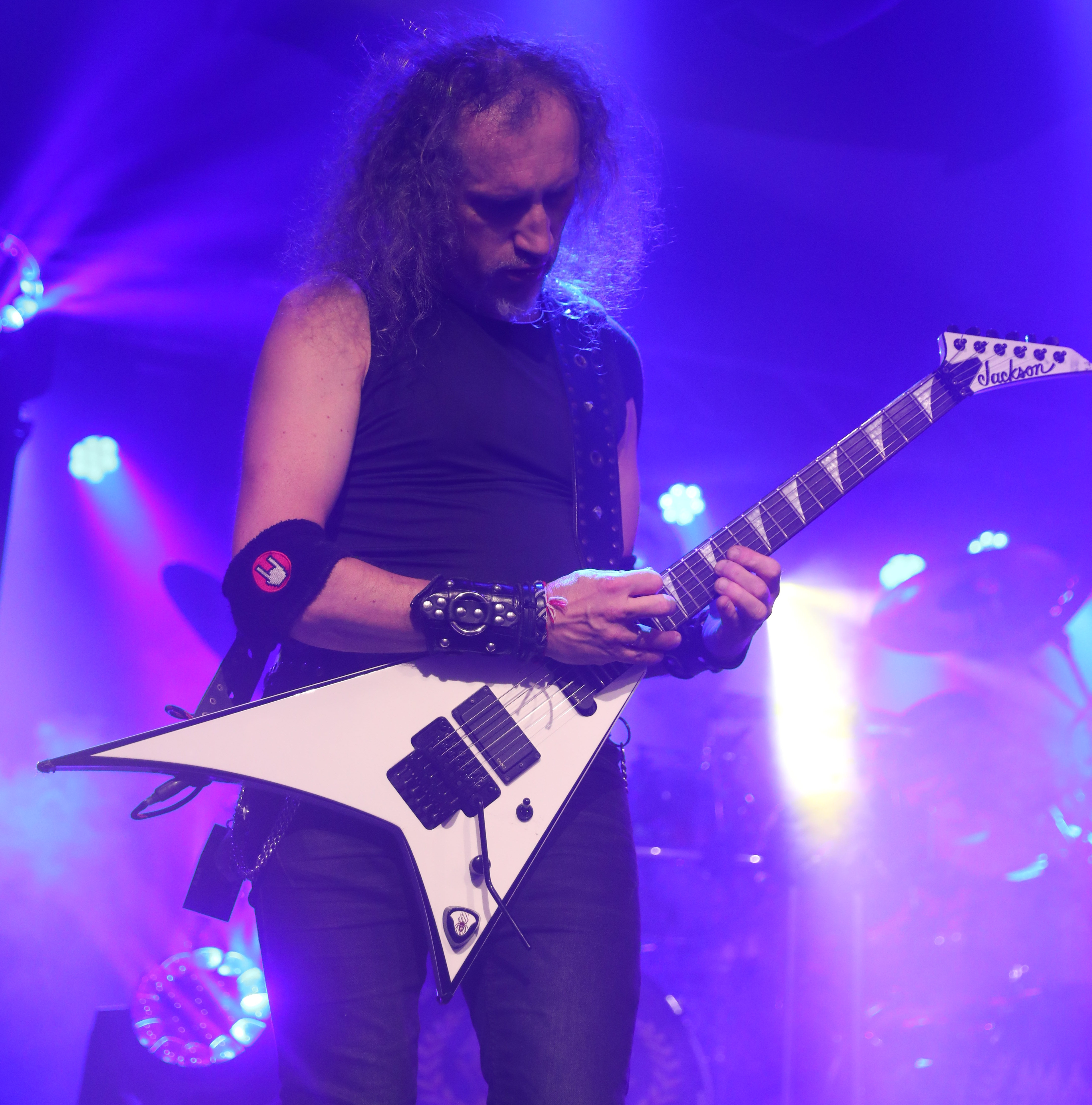
Marek Pająk guitarra 2010 - presente
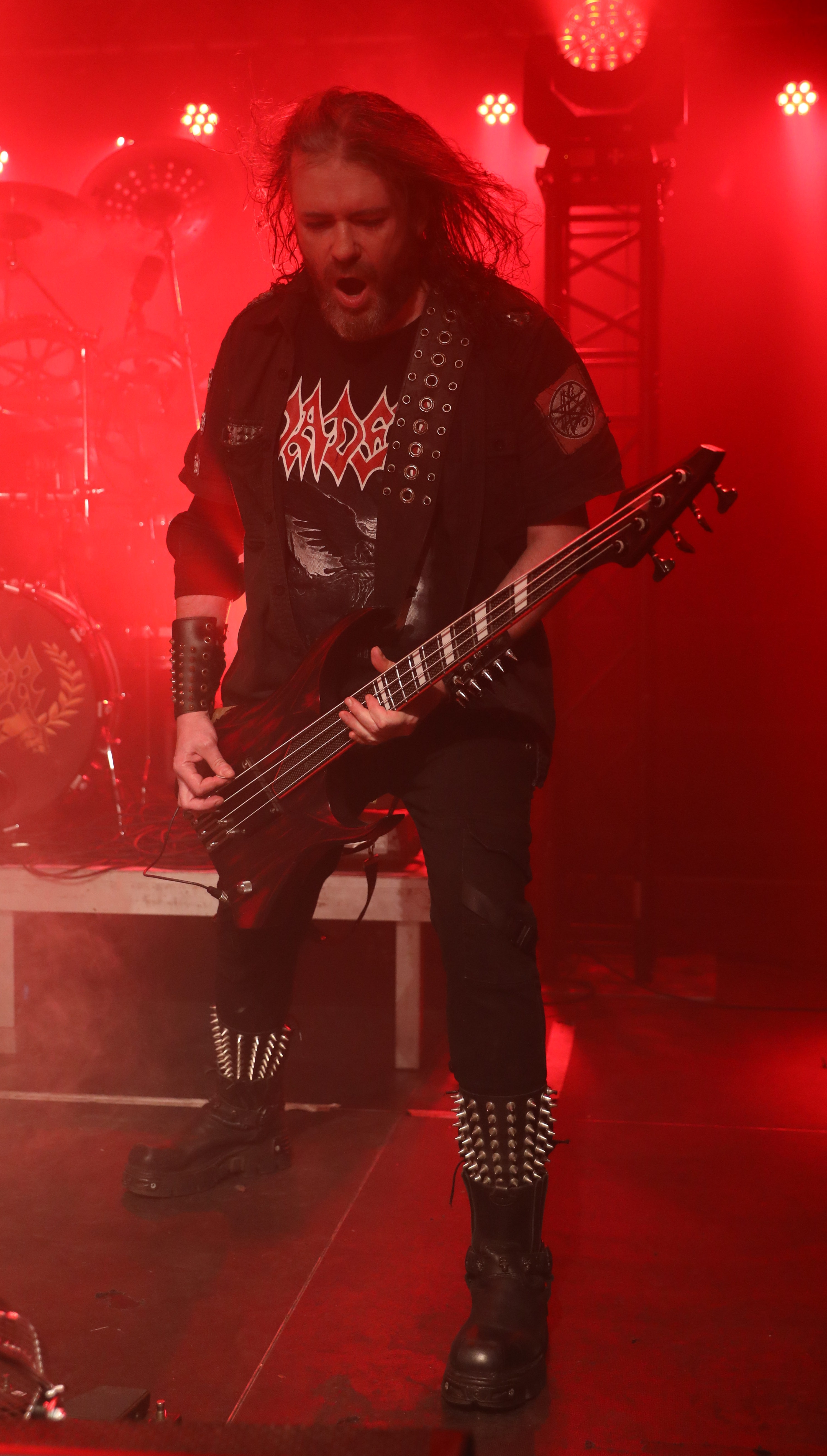
Tomasz Halicki bajo 2008 - presente
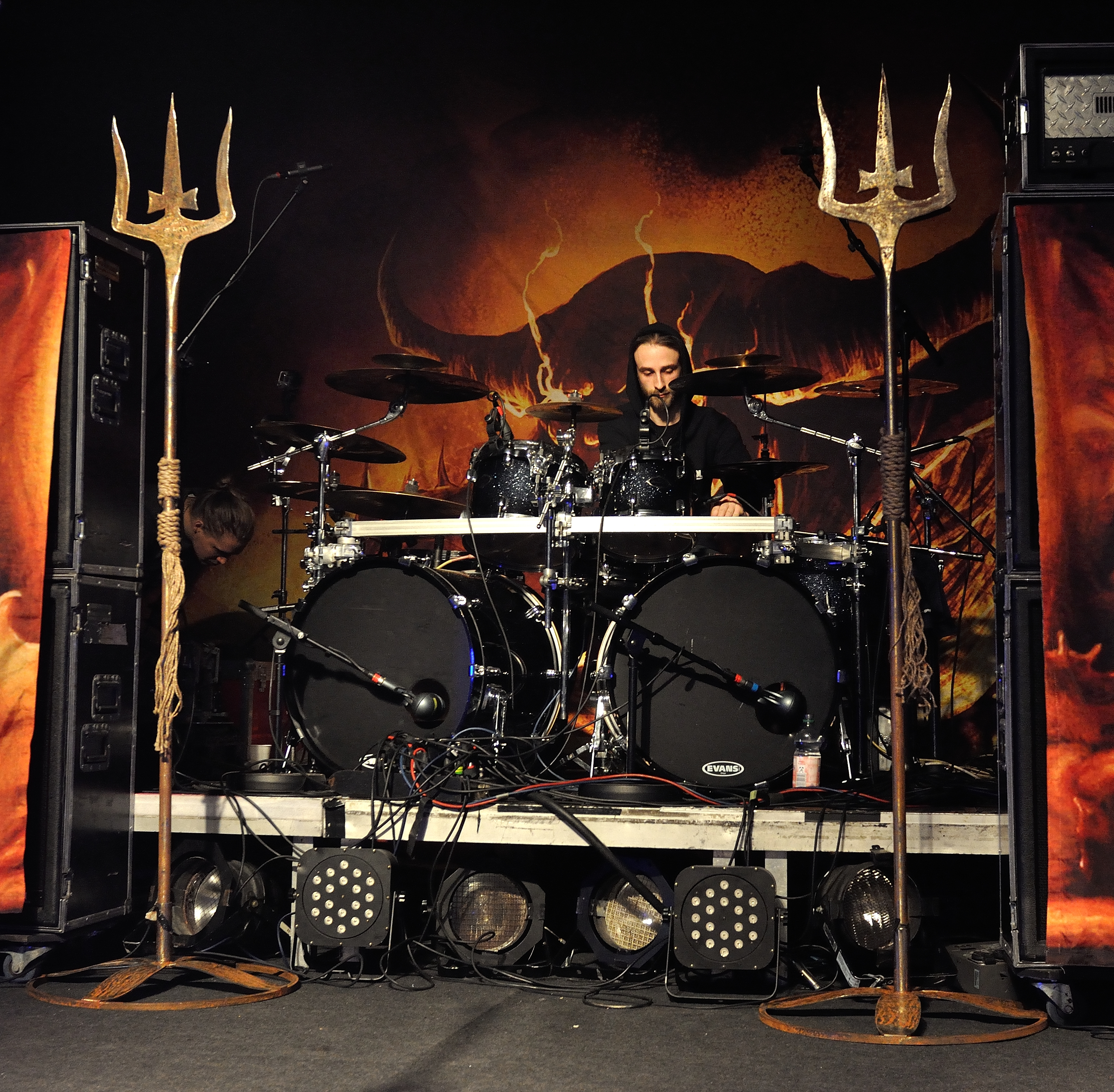
James Stewart batería 2011 - presente

### Miembros pasados
- Robert "Astaroth" Struczewski (difunto) – Bajo (1986)
- Grzegorz "Belial" Jackowski – Batería (1986-1987)
- Zbigniew "Vika" Wróblewski – Guitarra (1983-1986)
- Robert "Czarny" Czarneta – Voz (1986-1988)
- Piotr "Berial" Kuzioła – Bajo (1991-1992) (Betrayer, Slaughter)
- Jacek "Jackie" Kalisz – Bajo (1988-1991, 1993)
- Jarosław "China" Łabieniec – Guitarra (1991-1997) (ex-Dies Irae, Nyia, ex-Impurity, Sweet Noise)
- Marcin "Ząbek" Gołębiewski – Batería (1999) (Yattering, Anti-Motivational Syndrome)
- Leszek "Shambo" Rakowski – Bajo (1993-2001) (ex-Slashing Death)
- Konrad "Saimon" Karchut – Bajo (2002-2003) (Hunter, ex-Dies Irae)
- Krzysztof "Docent" Raczkowski (difunto) – Batería (1988-2005) (ex-Dies Irae, ex-Slashing Death, ex-Moon, ex-Christ Agony, ex-Sweet Noise, ex-Unborn, ex-Black Altar)
- Marcin "Novy" Nowak – Bajo (2003-2008) (Crucified Mortals, Dies Irae, ex-Devilyn, ex-Behemoth, Spinal Cord)
- Marcin "Martin" Rygiel – Bajo (2008) (ex-Decapitated, ex-Lux Occulta)
- Dariusz "Daray" Brzozowski – Batería (2005-2008) (Dimmu Borgir, Masachist, Vesania, Neolithic, ex- Pyorrhoea, ex- Sunwheel)
- Maurycy "Mauser" Stefanowicz – Guitarra (1997-2008) (Dies Irae, UnSun, ex-Christ Agony)
- Wacław "Vogg" Kiełtyka – Guitarra (2008-2009) (Decapitated, ex-Lux Occulta, ex-Sceptic)
- Marco Martell – Guitarra (2010) (Malevolent Creation)

## Discografía
| Demos - Necrolust (1989) - Morbid Reich (1990) Álbumes - The Ultimate Incantation (1992) - De Profundis (1995) - Future of the Past (1996) - Black to the Blind (1997) - Litany (2000) - Revelations (2002) - The Beast (2004) - Impressions in Blood (2006) - Necropolis (2009) - Welcome to the Morbid Reich (2011) - Tibi et Igni (2014) - The Empire (2016) - Solitude in Madness (2020) EP - Sothis - EP (1994) - Kingdom - EP (1998) - Reign Forever World - EP (2001) - Blood - EP (2003) - The Art of War(2005)- EP - The Upcoming Chaos - EP (2008) - Lead Us!!! - EP (2008) | Sencillos - An Act Of Darkness / IFY - Sencillo (1995) - Carnal / Back to the Blind - Sencillo (1997) - Xeper / North - Sencillo (2000) - Angel Of Death - Sencillo (2002) - Beware The Beast - Sencillo (2004) - v.666 - Sencillo (2008) Otros - The Darkest Age - En vivo (1993) - Vision and Voice - Video/VHS (1998) - Reborn in Chaos - Compilación (1998) - Live In Japan - En vivo (1998) - More Vision and the Voice - DVD (2002) - Armageddon - Compilación (2002) - Night of the Apocalypse - DVD (2004) - And Blood Was Shed In Warsaw - DVD (2007) - XXV - Compilación (2008) |